# Andy Keogh
Andrew Declan Keogh, född 16 maj 1986 i Dublin, Irland, är en irländsk före detta fotbollsspelare

## Karriär

### Klubblag
Han startade sin professionella karriär i Cabinteely FC och St Josephs' Boys AFC i södra Dublin innan han vid sexton års ålder flyttade till Leeds United. Han lyckades inte så bra och lånades hösten 2004 ut till Scunthorpe United. Han hann spela 4 matcher och gjorde två mål på en månad innan han kallades tillbaka till Leeds då de fick spelarkris på grund av för många skadade spelare. Resten av 2004 spelade han i Leeds reservlag. I januari 2005 lånades han ut till Bury och gjorde debut mot sin förra låneklubb Scunthorpe United, vilken han även gjorde mål mot.
I februari 2005 när han spelade i Bury, gjorde Scunthorpes manager Brian Laws, en förfrågan till Leeds om att köpa Andy. Leeds accepterade budet och den 14 februari återvände han till klubben där han startade säsongen. Scunthorpe slutade tvåa i League Two bakom Yeovil Town FC och avancerade till League One.
Det var inte förrän Scunthorpe köpte den 19 år gamle anfallaren Billy Sharp för £100 000 från Sheffield United som det lossnade för Andy. Säsongen 2005-06 gjorde de 38 mål tillsammans, Andy stod för 15 av dem.
Den 12 januari 2007 blev det känt att Andy tackat nej till ett förbättrat kontraktsförslag från Scunthorpe United, och därmed bli fri att lämna klubben efter säsongens slut. Efter att ha tackat nej till ett bud på £500 000 skrev Andy på för Wolves den 23 januari 2007. Tre och ett halvårskontraktet kostade Wolves £600 000 till att börja med men summan kan komma att stiga till £850 000 med add-ons.
I april 2022 meddelade Keogh att han skulle avsluta sin spelarkarriär i slutet av säsongen 2021/2022.

### Landslag
Han spelade sin första seniorlandskamp för Irland mot Ecuador i maj 2007 när lagen spelade en vänskapsmatch på Giants Stadium i New York.